# Torneo Regional del Noroeste 2019
El Torneo Regional del Noroeste 2019 fue la vigésima primera edición de la competición regional de rugby del noroeste argentino. Con clubes de la Unión de Rugby de Tucumán, Salta y Santiago del Estero.
Fue uno de los torneos clasificatorios para el Torneo del Interior.
Participaron 14 equipos en una ronda todos contra todos, con un total de 13 fechas, clasificándose los 2 primeros a semifinales y del tercero al sexto a cuartos de final. El campeón fue Universitario al derrotar a Lawn Tennis en la final.

## Equipos participantes
| Club                   | Provincia           |
| ---------------------- | ------------------- |
| Tucumán Rugby          | Tucumán             |
| Universitario          | Tucumán             |
| Lawn Tennis            | Tucumán             |
| Natación y Gimnasia    | Tucumán             |
| Los Tarcos             | Tucumán             |
| Cardenales             | Tucumán             |
| Huirapuca              | Tucumán             |
| Jockey Club            | Tucumán             |
| Lince                  | Tucumán             |
| Old Lions              | Santiago del Estero |
| Santiago Lawn Tennis   | Santiago del Estero |
| Jockey Club            | Salta               |
| Universitario de Salta | Salta               |
| Gimnasia y Tiro        | Salta               |

## Tabla de posiciones
| Equipos                  | Encuentros | Puntos | Clasificación                          |
| Equipos                  | PJ         | Puntos | Clasificación                          |
| ------------------------ | ---------- | ------ | -------------------------------------- |
| Tucumán Rugby Club       | 13         | 61     | Semifinales y al Torneo del Interior A |
| Natación y Gimnasia      | 13         | 47     | Semifinales y al Torneo del Interior A |
| Tucumán Lawn Tennis Club | 13         | 45     | Cuartos de final                       |
| Universitario Rugby Club | 13         | 43     | Cuartos de final                       |
| Los Tarcos Rugby Club    | 13         | 39     | Cuartos de final                       |
| Old Lions                | 13         | 34     | Cuartos de final                       |
| Huirapuca                | 13         | 33     | Torneo del Interior B                  |
| Lince                    | 13         | 32     |                                        |
| Jockey Club Salta        | 13         | 21     |                                        |
| Santiago Lawn Tennis     | 13         | 20     |                                        |
| Universitario de Salta   | 13         | 19     |                                        |
| Jockey Club de Tucumán   | 13         | 16     |                                        |
| Cardenales               | 13         | 12     |                                        |
| Gimnasia y Tiro          | 13         | 9      |                                        |
|  | Clasificados a Semifinales. |

## Fase Final
|  | Cuartos de final | Cuartos de final    | Cuartos de final    |               |             | Semifinal   | Semifinal   | Semifinal   |   |  | Final | Final | Final |  |
|  |                  |                     |                     |               |             |             |             |             |   |  |       |       |       |  |
|  |                  |                     |                     |               |             |             |             |             |   |  |       |       |       |  |
|  | 1                | Old Lions           | 27                  |               |             |             |             |             |   |  |       |       |       |  |
|  | 1                | Old Lions           | 27                  |               |             |             |             |             |   |  |       |       |       |  |
|  | 8                | Lawn Tennis         | 31                  |               |             |             |             |             |   |  |       |       |       |  |
|  | 8                | Lawn Tennis         | 31                  |               | Lawn Tennis | Lawn Tennis | 26          |             |   |  |       |       |       |  |
|  |                  |                     |                     |               | Lawn Tennis | Lawn Tennis | 26          |             |   |  |       |       |       |  |
|  |                  |                     | Tucumán Rugby       | Tucumán Rugby | 24          |             |             |             |   |  |       |       |       |  |
|  |                  |                     | Tucumán Rugby       | Tucumán Rugby | 24          |             |             |             |   |  |       |       |       |  |
|  |                  |                     |                     |               |             |             |             |             |   |  |       |       |       |  |
|  |                  |                     |                     |               |             |             |             |             |   |  |       |       |       |  |
|  |                  |                     |                     |               |             |             | Lawn Tennis | Lawn Tennis | 9 |  |       |       |       |  |
|  |                  |                     |                     |               |             |             |             |             | 9 |  |       |       |       |  |
|  |                  |                     | Universitario       | Universitario | 15          |             |             |             |   |  |       |       |       |  |
|  |                  |                     | Universitario       | Universitario | 15          |             |             |             |   |  |       |       |       |  |
|  |                  |                     |                     |               |             |             |             |             |   |  |       |       |       |  |
|  |                  |                     |                     |               |             |             |             |             |   |  |       |       |       |  |
|  |                  | Natación y Gimnasia | Natación y Gimnasia | 27            |             |             |             |             |   |  |       |       |       |  |
|  |                  |                     |                     | 27            |             |             |             |             |   |  |       |       |       |  |
|  |                  |                     | Universitario       | Universitario | 34          |             |             |             |   |  |       |       |       |  |
|  | 7                | Universitario       | Universitario       | Universitario | 34          | 30          |             |             |   |  |       |       |       |  |
|  | 7                | Universitario       |                     |               |             |             |             |             |   |  |       |       |       |  |
|  | 2                | Los Tarcos          | 24                  |               |             |             |             |             |   |  |       |       |       |  |
|  | 2                | Los Tarcos          | 24                  |               |             |             |             |             |   |  |       |       |       |  |
|  |                  |                     |                     |               |             |             |             |             |   |  |       |       |       |  |

| Campeón Universitario |
|                       |